# Secció d'handbol de l'Atlètic de Madrid
|  | Aquest article tracta sobre l'antiga secció d'handbol. Si cerqueu el club de que va existir de 2011 a 2013, vegeu «Club Balonmano Atlético de Madrid». |

L'Atlètic de Madrid tingué des de la dècada de 1950 fins al 1994 una històrica secció d'handbol que esdevingué el gran dominador d'aquest esport a Espanya entre la dècada de 1960 i la dècada de 1980, junt amb el BM Granollers, el FC Barcelona i el CB Calpisa.
Malgrat no aconseguir mai cap títol internacional, el Club Atlético de Madrid aconseguí imposar-se en 11 Lligues i 10 Copes del Rei. Perdé la final de la Copa d'Europa d'handbol de 1985 enfront del poderós RK Metaloplastika Šabac i la final de la Copa EHF de 1987 enfront del Granitas Kaunas.
Al final de la temporada 1991/92, a causa del dèficit econòmic de la secció, el Club Atlético de Madrid decidí suprimir-la, essent cedida la seva gestió a un grup de socis que traslladaren l'equip a Alcobendas amb la denominació Atlético Madrid Alcobendas, aconseguint mantenir-se, malgrat el declivi econòmic i esportiu, uns quants anys més a la Lliga ASOBAL fins a la seva definitiva desaparició.

## Palmarès
- 11 Lligues espanyoles: 1951/52, 1953/54, 1961/62, 1962/63, 1963/64, 1964/65, 1978/79, 1980/81, 1982/83, 1983/84 i 1984/85.
- 10 Copes del Rei: 1962, 1963, 1966, 1967, 1968, 1978, 1979, 1981, 1982 i 1987.
- 2 Supercopes d'Espanya: 1986 i 1988.